# Oecobius trimaculatus
Oecobius trimaculatus är en spindelart som beskrevs av O. Pickard-Cambridge 1872. Oecobius trimaculatus ingår i släktet Oecobius och familjen Oecobiidae.
Artens utbredningsområde är Jordan. Inga underarter finns listade i Catalogue of Life.